# (4117) Wilke
(4117) Wilke est un astéroïde de la ceinture principale.

## Description
(4117) Wilke est un astéroïde de la ceinture principale. Il fut découvert le 24 septembre 1982 à Tautenburg par Freimut Börngen. Il présente une orbite caractérisée par un demi-grand axe de 2,84 UA, une excentricité de 0,17 et une inclinaison de 13,4° par rapport à l'écliptique.

## Compléments